# المعارضة العمالية
المعارضة العمالية ( (بالروسية: Рабочая оппозиция)‏ </link> ) كان فصيلًا من الحزب الشيوعي الروسي ظهر في عام 1920 كرد فعل على البيروقراطية المفرطة التي كانت تحدث في روسيا السوفيتية . ودعوا إلى نقل إدارة الاقتصاد الوطني إلى النقابات العمالية . وترأس المجموعة ألكسندر شليابنيكوف ، وسيرجي ميدفيديف ، وألكسندرا كولونتاي ، ويوري لوتوفينوف . كانت موجودة رسميًا حتى مارس 1921 عندما أُجبر على الحل من قبل المؤتمر العاشر للحزب الشيوعي الروسي (البلاشفة) ، وشبه سرية حتى المؤتمر الحادي عشر اللاحق في عام 1922، حيث كان مناصروها الرئيسيون يتأرجحون بشكل خطير على وشك التطهير من أجلهم. النشاط الكسري. وفي بعض الجوانب، كانت قريبة من الحركة الشيوعية المجلسية الألمانية، رغم عدم وجود معلومات عن اتصالات مباشرة بين هذه الجماعات. 

## تاريخ
ارتبط ظهور ”المصادر الأيديولوجية“ للمعارضة العمالية ببيان ألكسندر شليابنيكوف الذي ظهر في 4 نوفمبر 1917: اقترح شليابنيكوف في بيانه توسيع مجلس مفوضي الشعب بضم ممثلين ”من جميع الأحزاب السوفيتية“. كان أول ظهور علني لهم كمجموعة منظمة في المؤتمر التاسع للحزب الشيوعي الروسي (البلاشفة)، في سبتمبر 1920، عندما أعلن الفصيل ليس فقط عن وجوده، بل لخص أيضًا ”العمل الذي يجب القيام به“.

### المظاهر الأولى
أحد الخطابات الأولى لممثلي ”المعارضة العمالية“ - وهو الاسم الذي صاغه لينين حدث في فبراير 1920، خلال مؤتمر تولا الثاني للحزب الشيوعي الروسي (ب)، وبعد ذلك تمكنت المجموعة من الحصول على أغلبية المقاعد في لجنة المقاطعة للحزب، وأصبح زعيمها - إ. ف. كوبيلوف - رئيس التشكيلة الجديدة للجنة المقاطعة. وردًا على ذلك، شكل الأعضاء السابقون في لجنة المقاطعة المعارضة، ووجهوا أنشطتهم لإثبات عدم قدرة ”المعارضة العمالية“ على إدارة شؤون المقاطعة؛ بالإضافة إلى ذلك، بدأوا في التخطيط لإفشال خصومهم السياسيين في مؤتمر الحزب في المقاطعة القادم. أدت هذه المواجهة إلى احتدام الصراع داخل المنظمة نفسها: عارضت لجنة مقاطعة نوفوسيلسكي التابعة للحزب انتخاب كوبيلوف ودعت إلى عقد مؤتمر استثنائي. وقد حظي مطلب الحرس القديم بدعم أعضاء اللجنة المركزية للحزب في موسكو، الذين استدعوا كوبيلوف ليكون تحت تصرفهم. لم ينته الصراع عند هذا الحد، لأنه ردًا على ذلك، أصدرت لجنة منطقة زاريتشينسكي قرارًا يطلب ”ترك كوبيلوف للعمل في تولا“. ومع ذلك قررت اللجنة المركزية مع ذلك عقد مؤتمر استثنائي للحزب في المقاطعة: تم اعتماد قرار تقييم العمل على أنه غير مرضٍ بأغلبية 185 صوتًا مقابل 49 صوتًا. وردًا على ذلك، غادر ممثلا ”المعارضة العمالية“ سيفيرني ونيكيتين لجنة المقاطعة بسبب عدم موافقتهم على خط الحزب..  بعد هزيمتهم في تولا، احتفظ أنصار كوبيلوف بمواقعهم في منظمة مقاطعة زاريتشينسكي واستمر الصراع على السلطة. في ذلك الوقت، كان دعم المعارضة العمالية في الرتب الدنيا للحزب قويًا جدًا: على وجه الخصوص، انخفض عدد منظمات حزب تولا إلى النصف بين مايو ونوفمبر 1920، ويرجع ذلك أساسًا إلى خروج العمال المحليين. 
منذ نهاية عام 1919 إلى بداية عام 1920، نضجت المعارضة العمالية على طول محيط منطقة موسكو ، وبحلول مارس 1920، تشكلت في العاصمة مع انضمام العديد من القادة النقابيين إلى المجموعة. في نفس الشهر، في اجتماع للفصيل الشيوعي للمجلس المركزي لنقابات العمال لعموم الاتحاد ، اقترح شليابنيكوف صيغة لفصل السلطات في الاتحاد السوفييتي : مخططه البسيط يتألف من فصل وظائف النقابات العمالية والسوفييتات . والحزب البلشفي . وفقًا لزعيم المعارضة، يمكن للحزب أن يكون قائد الدولة السياسي المسؤول عن النضال الثوري والبناء، والسوفييتات – شكل السلطة السياسية، والنقابات العمالية – المنظمات المسؤولة الوحيدة عن الاقتصاد الوطني، وعلى المستوى الوطني. وفي نفس الوقت مدرسة الإدارة الصناعية للعمال. 
أثارت أطروحات شليابنيكوف قلقًا كبيرًا داخل اللجنة المركزية للحزب الشيوعي الثوري (ب)، التي رأت فيها تجليًا للميول نحو النقابية في النقابات العمالية السوفيتية - أي محاولة للدور القيادي للحزب في المجال الاقتصادي. في 8 و10 مارس 1920، في اجتماعات فصائل VTsSPS و MGPSS ، انتقد ممثلو اللجنة المركزية نيكولاي بوخارين ونيكولاي كريستينسكي بشدة أفكار شليابنيكوف، واتهموه بـ "النقابية، وضيق النقابات، وعدم الثقة في السوفييتات والحزب". ردا على مثل هذه الاتهامات، أشار لوزوفسكي، الذي حضر الاجتماعات، إلى أن النقابيين أنكروا الدولة نفسها، وكان لشليابنيكوف وجهة نظر مختلفة: زعيم المعارضة لم ينكر الدولة ولم يتعدى على ممتلكات الدولة؛ تحدث فقط عن مسؤولية النقابات العمالية عن الاقتصاد والدور الرئيسي للنقابات في الصناعة السوفيتية. 
في سبتمبر 1920، في المؤتمر التاسع للحزب الشيوعي الروسي (البلاشفة) ، كان هناك وميض جديد لنشاط أنصار المعارضة العمالية، والذي ارتبط بمناقشة حول الطبقات العليا والدنيا للحزب. صاغ يوري لوتوفينوف عددًا من الأحكام التي أصبحت فيما بعد جزءًا من برنامج المعارضة للمجموعة: في خطابه "أصر بشدة على التنفيذ الفوري لأوسع ديمقراطية عمالية ممكنة، وعلى الإلغاء الكامل للتعيين، وعلى التطهير الصارم للحزب". ". لم يدعم المؤتمر البلشفي هذا الاقتراح: علاوة على ذلك، تقرر في الاجتماع إنشاء لجنة مراقبة، كانت مهمتها منع الصراع بين الفصائل داخل الحزب. وعلى الرغم من هذه التدابير، أصبحت خطابات أنصار المعارضة العمالية أكثر تواترا في جميع أنحاء البلاد، وتكثفت تناقضاتها مع مسار اللجنة المركزية في المناطق وفي المركز. على وجه الخصوص، في نوفمبر 1920، أُجبر المكتب التنظيمي للجنة المركزية للحزب الشيوعي الثوري (ب) على إيلاء اهتمام خاص للصراع في لجنة مقاطعة تولا التابعة للحزب الشيوعي الثوري (ب)، والذي اندلع بقوة متجددة: ولتوضيح الملابسات أرسلت اللجنة المركزية لجنة خاصة إلى المحافظة. في الوقت نفسه، في موسكو نفسها، اتخذ صراع الحزب الداخلي طابعًا شرسًا. في خريف عام 1920، تمكنت المعارضة العمالية، من خلال اللعب على مشكلة الطبقات العليا والدنيا، من جذب تعاطف العديد من البلاشفة إلى برنامجها وتشكيل دعم ملموس لأفكارهم بين عمال الحزب. ونتيجة لذلك، في نهاية تشرين الثاني (نوفمبر)، في مؤتمر حكام الولايات، تمكنت كتلة المعارضة من جمع ما يقرب من نصف أصوات المندوبين: 124 صوتًا مقابل 154 صوتًا. وكما ورد في تقرير اللجنة المركزية، فإن "المعارضة نفسها كانت معادية للغاية للخط الحزبي المشترك": وفي وقت لاحق، أشار لينين إلى أن الأمر وصل إلى حد أن "المؤتمر انتهى في غرفتين". 

### النقاش النقابي

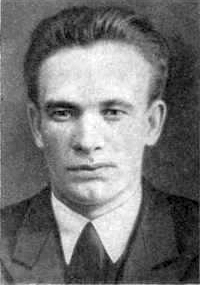
يوري لوتوفينوف ، سكرتير VTsSPS ، وعضو مؤسس رئيسي للمعارضة العمالية

#### بداية المناقشة
كان "النقاش النقابي" بمثابة علامة على صعود "المعارضة العمالية". بالاعتماد على الأحكام الواردة في برنامج الحزب المعتمد في المؤتمر الثامن للحزب الشيوعي الروسي (البلاشفة) في عام 1919 - في المقام الأول على الجزء الذي "يجب أن تصل النقابات العمالية إلى التركيز الكامل للسيطرة على الاقتصاد الوطني بأكمله" - انتقد شليابنيكوف اللجنة المركزية مع رفاقه  التفكير المماثل من أجل "الأساليب العسكرية" للعمل مع النقابات العمالية، على وجه التحديد لأنه خلال الحرب الأهلية الروسية ، حُرمت النقابات من الاستقلال بشكل كبير وتم استيعابها من قبل حكومة جمهورية روسيا الاتحادية الاشتراكية السوفياتية .
وفقًا لأليكسي سيميونوفيتش كيسيليف ، ظهرت خلافات خطيرة مع قيادة الحزب بين قادة النقابات العمالية في بداية عام 1920: فقد رأى فيها السبب الرئيسي للانتقال إلى سياسة عسكرة العمل . في ذلك الوقت، اعتقدت غالبية النقابات العمالية أن احتمال انتهاء الأعمال العدائية النشطة يتطلب، إن لم يكن تغييراً في المبادئ التوجيهية السياسية، على الأقل تحولاً في التركيز على تنظيم العمل - الانتقال إلى الحوافز الاقتصادية. وعلى وجه الخصوص، دعوا إلى تحسين الوضع الغذائي للبروليتاريا وتطوير "نشاط الهواة" للعمال في إطار المنظمات النقابية. علاوة على ذلك، انطلقت قيادة الحزب من افتراض أنه في ظل الظروف السائدة في وقت نهاية الحرب الطويلة، فإن الاعتماد على الأساليب التقليدية للإدارة الصناعية لن يكون قادرًا على منع الانهيار النهائي للاقتصاد السوفييتي: لقد اعتقدوا أن الطوارئ وكانت التدابير، بما في ذلك العسكرية، ضرورية. 

#### مواقف الأطراف
أصبحت الأسئلة حول النقابات العمالية أساسية في اجتماعات المجلس المركزي لنقابات العمال لعموم الاتحاد في 8 و10 و15 مارس 1920. وفقا لكيزيلوف، بحلول ذلك الوقت في الدوائر الرائدة لقادة النقابات العمالية، كان من الممكن تحديد ثلاث مجموعات سياسية. يمكن أن يُعزى الأول إلى ديفيد ريازانوف وميخائيل تومسكي ، اللذين اعتقدا أن النقابات العمالية يجب أن تنسحب من الشؤون الاقتصادية وتتعامل في المقام الأول مع تنظيم العمل. وتضمنت المجموعة الثانية العمال الذين دعوا إلى "دمج" النقابات العمالية مع جهاز الدولة. وتتكون المجموعة الثالثة من أنصار شليابنيكوف، الذين اعتقدوا أن النقابات العمالية يجب أن تصبح المنظمات المسؤولة الوحيدة في مجال الاقتصاد الوطني لجمهورية روسيا الاتحادية الاشتراكية السوفياتية. وهكذا، في ربيع عام 1920، بدأت مناقشة ساخنة حول النقابات العمالية في روسيا السوفيتية: ولم تصبح مفتوحة إلا في أواخر عام 1920 - أوائل عام 1921. وحينها تم إنشاء "لجنة نقابية" مكونة من خمسة أعضاء للجان المركزية، شملت مهامها الدراسة والتحقق من الخبرة العملية للنقابات العمالية، ووضع خلاصات تعبر عن وجهة نظر اللجنة المركزية في هذا الشأن. هذه المسألة. ومع ذلك، رفض ألكسندر شليابنيكوف ، ويوري لوتوفينوف ، وليون تروتسكي ، الذين تم تضمينهم في البداية في هذه اللجنة، المشاركة فيها - الأمر الذي أدى إلى تفاقم الخلافات. في ظل هذه الظروف، قررت الجلسة العامة للجنة المركزية في 24 ديسمبر فتح مناقشة واسعة النطاق حول مسألة النقابات العمالية. 
في 30 ديسمبر 1920، تحدث قادة المجموعات داخل الحزب في اجتماع موسع للفصيل الشيوعي للمؤتمر الثامن لعموم روسيا للسوفييتات والمجلس المركزي لنقابات العمال لعموم الاتحاد ، حيث حددوا برامجهم السياسية. وكان الجدل الذي دار في الاجتماع مصحوبا باتهامات متبادلة وعلى الفور تقريبا "اكتسب شخصية سيئة". منذ بداية يناير من العام التالي، انضمت منظمات الحزب إلى مناقشة القضايا: على وجه الخصوص، في 3 يناير، في اجتماع لنشطاء الحزب في بتروغراد، تم اعتماد "نداء للحزب"، معربًا عن الدعم الكامل لـ واتهمت مجموعة لينين-زينوفييف، وتروتسكي بمحاولة تقسيم الحزب والحركة المهنية، "في الرغبة في القضاء على النقابات". وفي الوقت نفسه، اقترح القرار إرسال ممثلين إلى المؤتمر العاشر للحزب الشيوعي الروسي (البلاشفة) بما يتناسب مع عدد الأصوات المدلى بها لدعم كل مجموعة. بالإضافة إلى ذلك، تم التعبير عن الرغبة في إرسال محرضين إلى المقاطعة، والذين اضطروا إلى تقديم المساعدة الدعائية والتنظيمية للمؤيدين المحليين للمجموعة اللينينية. 

#### دعم منصة "المعارضة العمالية".
منذ البداية تقريبًا، تجاوز النقاش حول النقابات العمالية المناقشة المعتادة لأطروحات الفصائل المختلفة - و"تحول إلى نوع من الكشف الرسمي عن رأي الحزب". تم طرح مسألة مستقبل النقابات العمالية للمناقشة في لجان المقاطعات واجتماعات المقاطعات للبلاشفة: عادة، بعد تقارير ممثلي المنصات المختلفة، تم إجراء التصويت في الاجتماعات. وبشكل عام، أيدت غالبية الشيوعيين السوفييت الموقف اللينيني. على وجه الخصوص، في 17 يناير 1921، تم طرح ثمانية برامج للتصويت في اجتماع لجنة الحزب في موسكو: 76 شخصًا صوتوا لصالح صياغة لينين، 27 لصالح أفكار تروتسكي، 4 لصالح أطروحات "المعارضة العمالية"، 11 وحصلت مجموعة المركزية الديمقراطية (التي أرادت المزيد من الحكم الذاتي السوفييتي)، على 25 صوتًا لمجموعة الإغناطيين، وحصلت البرامج المتبقية على أقل من صوتين. في 25 يناير، في منظمة حزب تولا - حيث عمل تروتسكي وزينوفييف وشلابنيكوف كمقررين - صوت 582 شخصًا لصالح قرار لينين زينوفييف، و272 لصالح تروتسكي و16 مندوبًا لصالح قرار شليابنيكوف. كما دعمت منظمة حزب بتروغراد "المنصة 10" اللينينية، وأصبح من الواضح تدريجيًا أن الصراع في العاصمة كان يدور بين مجموعتي لينين - زينوفييف وتروتسكي. 
ولوحظت صورة أكثر "تنوعًا" في اجتماعات المقاطعة والمنطقة: في 27 يناير، في منطقة زاموسكفوريتسكي الثانية، تم الإدلاء بـ 59 صوتًا لصالح "المنصة 10"، و10 لأطروحات "المعارضة العمالية"، وسبعة أشخاص. دعم التروتسكيين. وفي منطقة أخرى من موسكو - بومانسكي - في المنطقة الوسطى، صوت 43 شخصًا لصالح أطروحة لينين، و7 أشخاص لصالح "المعارضة العمالية"، و4 أشخاص لصالح مبادئ تروتسكي. النقابات العمالية نفسها لم تلتف حول المناقشة: على وجه الخصوص، في مؤتمر عمال المناجم في موسكو، جمع برنامج "المعارضة العمالية" 61 صوتًا مؤيدًا، و"منصة 10" - 137 صوتًا، ولم يؤيد سوى ثمانية أشخاص أطروحات تروتسكي. 
في مؤتمر الحزب الإقليمي بموسكو، الذي انعقد في 19 فبراير 1921، وحضره أكثر من ثلاثمائة مندوب، حدثت فضيحة: أعلن إين إيجناتوف دعمه لبرنامج "المعارضة العمالية"، الأمر الذي "سبب قلقًا كبيرًا" بين صفوفه. أعضاء المؤتمر، منذ أن دعمت مجموعة إجناتوف حتى اليوم الأخير "المنصة 10". انتهى التصويت اللاحق بالنتيجة التالية: حصل "المنصة 10" على 217 صوتًا، وأطروحات تروتسكي - 52، وبرنامج "المعارضة العمالية" - 45، ومبادئ "المركزية الديمقراطية" - 13 صوتًا. وفي اللجنة المركزية لعمال المعادن، احتلت "المعارضة العمالية" عمومًا المركز الأول: فقد حصلوا على أحد عشر صوتًا من أصل عشرين.  

#### المؤتمر العاشر
في المرحلة الأخيرة من "النقاش النقابي" للشيوعيين السوفييت، إلى حد كبير، لم يعد مصير النقابات العمالية مدعاة للقلق - مسألة أي جزء سيفوز في المؤتمر العاشر القادم للحزب الشيوعي الروسي أصبح الحزب الشيوعي (البلاشفة) أكثر أهمية. ونتيجة لذلك، تصاعد الصراع بين الفصائل وتحول إلى معركة على قيادة الحزب، وهو ما أثر بشكل كبير على مسار النقاش.  وفي هذه الحالة، أصدر الكونجرس قرارًا سريًا بعنوان "بشأن وحدة الحزب" والذي حظر الفصائل داخل الحزب وأمر بالحل الفوري للمجموعات التي تم تشكيلها سابقًا.  وضع القرار نهاية لتطلعات المعارضة العمالية والمركزيين الديمقراطيين.
كما تم تمرير قرار سري آخر موجه خصيصًا للمعارضة العمالية، يدين "الانحراف النقابي والفوضوي في حزبنا"، والذي "جعل من المستحيل مواصلة الدفاع عن المبادئ الأساسية لبرنامج المعارضة العمالية". ومع ذلك، شارك المؤتمر في بعض مقترحاته الهامشية، بما في ذلك إجراء عملية تطهير للحزب وتنظيم إمدادات أفضل من العمال، لتحسين الظروف المعيشية للعمال، وتم انتخاب ثلاثة من قادته لعضوية اللجنة المركزية للحزب: شليابنيكوف كعضو كامل التصويت. وميدفيديف وكيسيليف كأعضاء مرشحين.  ومع ذلك، قام قادة الحزب بعد ذلك بحملة لإخضاع النقابات العمالية للحزب ولمضايقة وترهيب أولئك الذين عارضوا هذه الحملة.

### نهاية الحركة

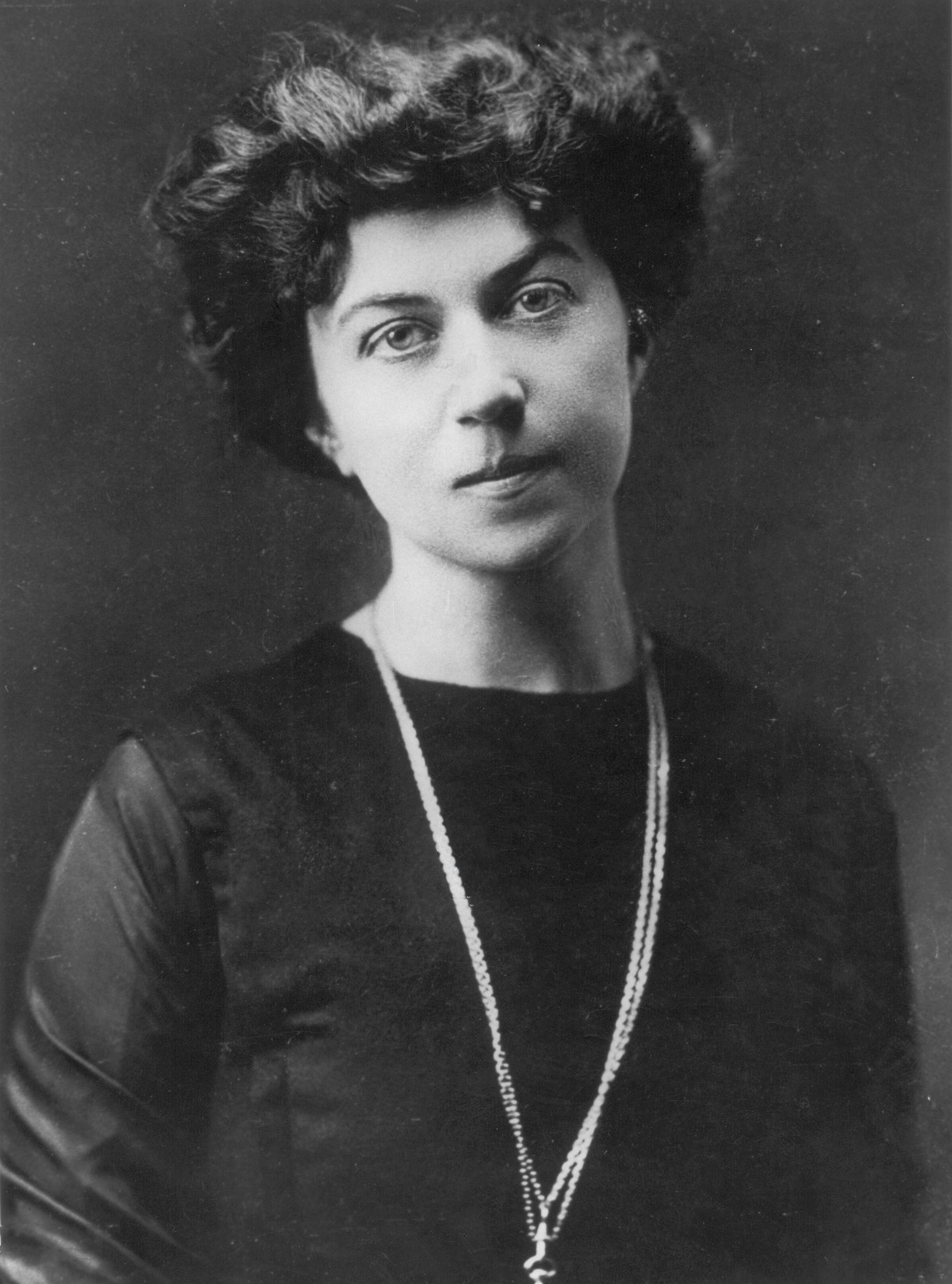
ألكسندرا كولونتاي واحدة من أبرز المتحدثين باسم المعارضة العمالية.

واصل أعضاء المعارضة العمالية السابقة الدفاع عن آرائهم خلال فترة السياسة الاقتصادية الجديدة ، لكنهم أصبحوا مهمشين سياسيًا بشكل متزايد. ومع ذلك، في 5 يوليو 1921، أخذت كولونتاي الكلمة أمام المؤتمر الثالث للكومنترن ، وهاجمت بشدة سياسات الحكومة السوفيتية وحذرت من أن السياسة الاقتصادية الجديدة "تهدد بخيبة أمل العمال، وتقوية الفلاحين والبرجوازية الصغيرة، وتسهيل ولادة السياسة الجديدة". الرأسمالية". 
أجرى شليابنيكوف وأنصاره أيضًا مناقشات مع مجموعة العمال بقيادة جافريل مياسنيكوف ، ولكن على عكس مياسنيكوف، كانوا مصممين على عدم ترك صفوف الحزب الشيوعي. في بداية عام 1922، وقع دعاة المعارضة العمالية السابقون، مثل شليابنيكوف وميدفيديف، وغيرهم من أعضاء الحزب من أصول الطبقة العاملة، على ما يسمى برسالة الاثنين والعشرين ،  مناشدة اللجنة التنفيذية للكومنترن ضد قمع المعارضة داخل الحزب الروسي والتسلل البرجوازي إلى الدولة السوفيتية والحزب نفسه. شاركت كولونتاي في التوقيع على الرسالة، مع صديقتها المقربة زويا شادورسكايا ، باعتبارهما مثقفين من خارج الطبقة العاملة، ولكن في فبراير 1922 منعها تروتسكي وزينوفييف من التحدث أمام اللجنة التنفيذية للكومنترن نيابة عن الآراء المعبر عنها في الاستئناف. .  نجا شليابنيكوف وكولونتاي وسيرجي ميدفيديف بأعجوبة من الطرد من الحزب الشيوعي الروسي في المؤتمر الحادي عشر اللاحق للحزب في عام 1922، بينما وقع اثنان آخران على الاستئناف، وهما فلور أنيسيموفيتش ميتين (1882-1937) ونيكولاي فلاديميروفيتش كوزنتسوف (1898-1937)، تم طردهم.  أصبح كولونتاي فيما بعد دبلوماسيًا مهمًا وكتب شليابنيكوف مذكراته.
في النصف الأخير من ثلاثينيات القرن العشرين، اتُهم شليابنيكوف وأقرب رفاقه (لم يكن كولونتاي من بينهم) بالتورط في مجموعة معادية للثورة تسمى "المعارضة العمالية" وبالارتباط مع "الكتلة الإرهابية التروتسكية-الزينوفييفية المعادية للثورة". على الرغم من إعلان براءتهما، حُكم على كل من شليابنيكوف وميدفيديف، إلى جانب كثيرين آخرين، بالإعدام وتم إعدامهم في سبتمبر 1937  في سيرتها الذاتية عن شليابنيكوف، تختتم باربرا ألين الفصل الأخير قبل الخاتمة بهذه الكلمات:
وبعد نهاية الستالينية، أعيد تأهيل شليابنيكوف في عام 1963، وميدفيديف في عام 1977. وشدد القرار الذي أبطل قضية الأخير لعدم كفاية الأدلة على أنه "لم يعترف أي من الذين حُكم عليهم في قضية المعارضة العمالية بالذنب". 

## عضوية

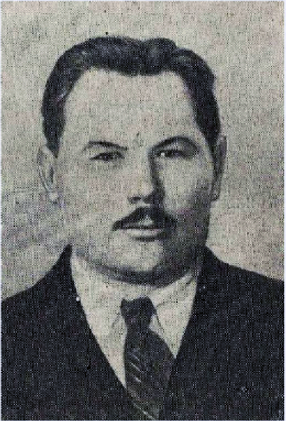
أليكسي كيسيليوف ، رئيس اتحاد عمال المناجم وأحد الموقعين على أطروحات المعارضة العمالية (لكن ليس على رسالة الـ 22)

كانت المعارضة العمالية بقيادة ألكسندر شليابنيكوف ، الذي كان أيضًا رئيسًا لاتحاد عمال المعادن الروس، وكانت تتألف من قادة النقابات العمالية والإداريين الصناعيين الذين كانوا في السابق عمالًا صناعيين. ألكسندرا كولونتاي ، الناشطة النسوية الاشتراكية الشهيرة، كانت مرشدة المجموعة ومناصرة لها. ومن بين الأعضاء البارزين الآخرين سيرجي ميدفيديف وميخائيل فلاديميروف [الإنجليزية] (قادة اتحاد عمال المعادن)، Alexander Tolokontsev [Толоконцев, Александр Фёдорович] وجنريك برونو [الإنجليزية] (قادة صناعة المدفعية)، ميخائيل تشيليشيف [الإنجليزية] (عضو لجنة مراقبة الحزب)، Ivan Kutuzov [Кутузов, Иван Иванович] (رئيس اتحاد عمال النسيج)، كيريل أورلوف (عضو مجلس الصناعة العسكرية ومشارك في تمرد عام 1905 على السفينة الحربية الروسية بوتيمكين )، وأليكسي كيسليوف (رئيس اتحاد عمال المناجم). يوري لوتوفينوف ، زعيم اتحاد عمال المعادن والمجلس المركزي لنقابات العمال لعموم الاتحاد ، تحدث أحيانًا باسم المجموعة، لكنه كان له رأيه الخاص في بعض الأحيان.

## الأيديولوجيا
دافعت المعارضة العمالية عن دور العمال النقابيين في توجيه الاقتصاد في الوقت الذي كانت فيه أجهزة الحكومة السوفيتية تدير الصناعة بالإملاءات وتحاول إقصاء النقابات العمالية من الدور التشاركي. وعلى وجه التحديد، طالبت المعارضة العمالية على وجه التحديد بأن ينتخب العمال النقابيون (ذوي الياقات الزرقاء والبيضاء) ممثلين لهم في تسلسل هرمي رأسي للمجالس التي ستشرف على الاقتصاد. وعلى جميع المستويات، يكون القادة المنتخبون مسؤولين أمام من انتخبوهم ويمكن عزلهم من أسفل. طالبت المعارضة العمالية بأن يكف أمناء الحزب الشيوعي الروسي على جميع المستويات عن التدخلات الصغيرة في عمليات النقابات العمالية، وأن يتم تعزيز النقابات العمالية بالموظفين والإمدادات للسماح لها بالقيام بعملها بفعالية. لم يعارض قادة ”المعارضة العمالية“ توظيف ”الأخصائيين البرجوازيين“ في الاقتصاد، ولكنهم عارضوا منح هؤلاء الأفراد سلطات إدارية قوية غير خاضعة للرقابة من الأسفل. استندت ”المعارضة العمالية“ في أفكارها على تجربة الأشهر الأولى من السلطة السوفيتية - وهي فترة قصيرة كان تنظيم الإنتاج يتم فعلاً على أساس الحكم الذاتي للبروليتاريين.

## فهرس
- Allen، Barbara C (يناير 2015). Alexander Shlyapnikov, 1885–1937: Life of an Old Bolshevik. Leiden, The Netherlands: Brill (Historical Materialism Series). مؤرشف من الأصل في 2015-01-15. Paperback published by Haymarket Books in 2016.
- Allen, Barbara C., 'A Proletarian From a Novel': Politics, Identity, and Emotion in the Relationship between Alexander Shliapnikov and Alexandra Kollontai, 1911-1935. "The Soviet and Post-Soviet Review", 35 (2008), No. 2, 21–54
- Allen, Barbara C., Early dissent within the party: Alexander Shliapnikov and the letter of the twenty-two. "The NEP Era: Soviet Russia 1921-1928", 1 (2007), 21–54
- Daniels, Robert. The Conscience of the Revolution: Communist Opposition in Soviet Russia. Cambridge, Mass., 1960; revised edition, Boulder, Col., 1988.
- Holmes, Larry E. For the Revolution Redeemed: The Workers Opposition in the Bolshevik Party, 1919-1921. The Carl Beck Papers in Russian and East European Studies, no. 802 (1990).
- Kollontai, Alexandra. Rabochaya oppozitsiya. Moscow, 1921. Translated into English by Workers' Dreadnought in London (22 April - 19 August 1921) and the IWW in the United States (The Workers' Opposition in Russia, 1921).
- Rogovin, Vadim Zakharovich (2021). Was There an Alternative? Trotskyism: a Look Back Through the Years (بالإنجليزية). Translated by Frederick Choate. Manchester: Mehring Books. ISBN:978-1-893638-97-6.
- Sorenson, Jay. The Life and Death of Soviet Trade Unionism: 1917-1928. New York, 1969.
- The Workers' Opposition in the Russian Communist Party: Documents, 1919-30. Edited and translated by Barbara C. Allen. Leiden, The Netherlands: Brill, 2021.*